# Uvaria wrayi
Uvaria wrayi este o specie de plante angiosperme din genul Uvaria, familia Annonaceae. A fost descrisă pentru prima dată de George King, și a primit numele actual de la L. L. Zhou, Y. C. F. Su och Richard M.K. Saunders. Conform Catalogue of Life specia Uvaria wrayi nu are subspecii cunoscute.